# Харијет Пресер
Харијет Б. Пресер (1936—2012) била је социолог и демограф. Пошто је служила на факултету на Универзитету у Мериленду (Колеџ Парк) више од 30 година. У време њене смрти била је уважени професор универзитета. Она је изабрана за председника Удружења Америкчког становништва 1989. године. Поред тога, она је добила Џеси Бернардина награда од Америчког социолошког удружења 2010. години, а изабрана је као сарадник Америчког удружења за унапређење науке у 2002. године. Као стипендиста, студирала је укрштање полова, рада и породице, и пионир је друштвене специјализације у тој области. Она је широко призната за доношење феминистичке перспективе у демографској студији питања као што су плодност, брига о деци, кућни послови, као и ефекти глобалне свакодневне сервисне привреде.
2009. године Међународна унија за научно проучавање становништва одржава ванредну седницу у њену част, под називом "Кроз-културне изазове за истраживање о равноправности становништва", на свом 26. Међународној конференцији становништва у Маракешу.

## Доприноси у истраживању
Године 1969., Пресер извештавала је о невиђеном нивоу женске стерилизације на острву Порторико. Према њеним подацима 1965,34 % мајки старости 20-49 година су стерилисане, што доводи до брзог пада фертилитета острва. Порторико је случај који је коначно био изложен као један од најважнијих страховитих случајева политика присилне стерилизације.
1970. године она је објавила велики број радова о времену плодности и њених последица на жене. Истраживање је помогло при установљививању критичне важности времена првих порођаја и да ли су планирани.
1980. године Пресер проучавала је  изазове неге детета, његове приступачности и доступности. Посебно је истакла да је због повећаног уласка жена у радну снагу, брига о деци почиње да представља проблем, како за породице тако и за организацију радног места. То је био предмет њеног председничког обраћања Асоцијације  популације Америке, "Да ли ви можете имати време за своју децу?"
У 1983. у часопису Наука, Пресер и Вирџинија Кејн обавестиле су да је једна трећина породица у којој муж и жена зарађују са децом у којем један брачни друг ради ван  "редовног" радног времена. У наредној студији, Пресер је утврдила да мужеви чешће да раде кућне послове ако су били код куће када њихове жене раде. То је рано доказе о томе како породице са децом манипулишу временским захтевима када оба супружника раде, и истакла неадекватност расположивих опција за приступачну бригу о деци.
Током њеног истраживања о раду породичним односима, Пресерова је одиграла кључну улогу у успостављању потреба за бољим прикупљањем података у вези са оба договора бриге о деци и времену радног времена (уместо да се једноставности њихове количине). Док много истраживања о економским трансформацијама у касном 20. веку фокусирана на глобализацију и промене у производњи, рад Пресерове показује да су локални притисци-посебно захтеви 24-часовне услужне економије и недостатак бриге о деци опције-да често доводе породица у тешке околности. Ова линија истраживања је кулминирала у њеној књизи 2003. године, Рад у 24/7 економије: Изазови за америчке породице, коју је објавио Расел Сејџ Фондација, која је подржала рад.
Када се ради у 24/7 економије објављен је, је представљен у новинским извештајима о стресовима у породици и утицају на здравље и дугог и неправилног радног времена, објављеном у Њујорк Тајмсу,Кристијан Science Monitor,и Америка Данас. Публикације које су прегледали књигу укључују науку

## Одабрана библиографија

### Књиге
- Presser, Harriet (1973). Sterilization and fertility decline in Puerto Rico. Berkeley: Institute of International Studies, University of California. ISBN 978-0-87725-313-6..
- Presser, Harriet B.; Sen, Gita. Women's empowerment and demographic processes: moving beyond Cairo. New York: Oxford University Press. 2000. ISBN 978-0-19-829731-4..
- Presser, Harriet B (2003). Working in a 24/7 economy: challenges for American families. New York: Russell Sage Foundation. ISBN 978-0-87154-671-5..

### Чланци у часописима
- Presser, Harriet B. (1998). „Decapitating the U.S. Census Bureau's "Head of Household": Feminist mobilization in the 1970s”. Feminist Economics (Taylor and Francis). 4 (3): 145—158. doi:10.1080/135457098338356.

## Награда Харијет Б. Пресер
У 2009. години,Асоцијација популација Америке  основало је Харијет Б. Пресер награду, добија се на сваке две године за допринос у проучавању демографије и полова  . Примаоци награде су:
- 2009: Валери-Кинкејд-Опенхајмер
- 2011: Карен Опенхеим Мејсон
- 2013: Рут-Диксон-Милер